# Hoja de verificación
La hoja de verificación se utiliza para reunir datos basados en la observación del comportamiento de un proceso con el fin de detectar tendencias, por medio de la captura, análisis y control de información relativa al proceso. Básicamente es un formato que facilita que una persona pueda tomar datos en una forma ordenada y de acuerdo al estándar requerido en el análisis que se esté realizando. Las hojas de verificación, también conocidas como de comprobación o de chequeo, organizan los datos de manera que puedan usarse con facilidad más adelante y ayuda a recopilar datos cualitativos y cuantitativos de una manera más certera. Brinda grandes respuestas.
¿Para qué sirve?
• Cuantificar los defectos de los productos.
• Cuantificar los defectos por localización.
• Realizar un respectivo seguimiento de las actividades de un proceso.
• Cuantificar los defectos de una máquina, sea maquina o trabajador.
Ventajas
• Identificar un problema, errores o un defecto de manera más optima.
• Simplificación de la recolección de datos.
• Reducción de costos.
• Nos ayuda a tomar decisiones reactores en datos en lugar de suposiciones o intuiciones.

## Consejos para la elaboración e interpretación de las hojas de verificación
- Asegúrese de que las observaciones sean representativas.

- Asegúrese de que el proceso de observación es eficiente de manera que las personas tengan tiempo suficiente para hacerlo.

- La población (universo) muestreada debe ser homogénea, en caso contrario, el primer paso es utilizar la estratificación (agrupación) para el análisis de las muestras/observaciones las cuales se llevarán a cabo en forma individual.

- Datos: Q1332439